# Пермогорское сельское поселение
Пермогорское сельское поселение или муниципальное образование «Пермогорское» — муниципальное образование со статусом сельского поселения в Красноборском муниципальном районе Архангельской области. 
Соответствует административно-территориальной единице в Красноборском районе — Пермогорскому сельсовету.
Административный центр — деревня Большая (Пермогорье).

## География
Пермогорское сельское поселение находится в центре Красноборского района Архангельской области. Выделяются притоки Северной Двины: Шокша, Раща.

## История
Муниципальное образование было образовано в 2006 году.

## Население
| 2010 | 2011 | 2012 | 2013 | 2014 | 2015 | 2016 | 2017 | 2018 |
| ---- | ---- | ---- | ---- | ---- | ---- | ---- | ---- | ---- |
| 698  | ↘694 | ↘681 | ↗694 | ↗702 | ↘697 | ↘690 | ↘667 | ↗678 |
| 2019 | 2020 | 2021 | 2023 |      |      |      |      |      |
| ↘655 | ↘654 | ↘547 | ↘536 |      |      |      |      |      |

## Состав сельского поселения
В состав сельского поселения входят 35 населённых пунктов.
| №  | Населённый пункт     | Тип     | Население |
| -- | -------------------- | ------- | --------- |
| 1  | Алтуновская          | деревня | 2         |
| 2  | Андроновская         | деревня | 2         |
| 3  | Большая              | деревня | 416       |
| 4  | Большая Воронцовская | деревня | 4         |
| 5  | Большая Парфеновская | деревня | 4         |
| 6  | Большая Сверчевская  | деревня | 2         |
| 7  | Брюшинская           | деревня | 0         |
| 8  | Великое Село         | деревня | 0         |
| 9  | Верхнее Шилово       | деревня | 219       |
| 10 | Вторая Едома         | деревня | 0         |
| 11 | Драчевская           | деревня | 6         |
| 12 | Захаровская          | деревня | 6         |
| 13 | Зеховская            | деревня | 0         |
| 14 | Калиновская          | деревня | 2         |
| 15 | Лисицинская          | деревня | 0         |
| 16 | Малая Воронцовская   | деревня | 2         |
| 17 | Малая Сверчевская    | деревня | 0         |
| 18 | Мартьяновская        | деревня | 1         |
| 19 | Мошкинская           | деревня | 3         |
| 20 | Нестеровская         | деревня | 0         |
| 21 | Никулинская          | деревня | 13        |
| 22 | Новошинская          | деревня | 2         |
| 23 | Окуловская           | деревня | 4         |
| 24 | Пахомовская          | деревня | 0         |
| 25 | Придворные Места     | деревня | 3         |
| 26 | Сафоново             | деревня | 0         |
| 27 | Синцовская           | деревня | 0         |
| 28 | Торховская           | деревня | 4         |
| 29 | Тюшевская            | деревня | 0         |
| 30 | Устиновская          | деревня | 0         |
| 31 | Филинская            | деревня | 0         |
| 32 | Фоминская            | деревня | 0         |
| 33 | Щелкановская         | деревня | 2         |
| 34 | Щелякинская          | деревня | 0         |
| 35 | Якушевская           | деревня | 1         |

## Известные уроженцы
- Опякин, Павел Прокофьевич (1898—1966) — советский военачальник, гвардии генерал-майор. Родился  в деревне Клестовская[18], ныне несуществующая деревня располагавшееся на территории поселения.

### Карты
- Пермогорское поселение на карте Wikimapia
- [mapp38.narod.ru/map2/index21.html Топографическая карта P-38-XXI,XXII. Красноборск]